# Площадка 1С
Площадка 1С (стартовый комплекс) — стартовый комплекс на космодроме Восточный, используемый для запусков полезной нагрузки с помощью семейства ракет-носителей лёгкого и среднего класса «Союз-2». Комплекс включает в себя 83 сооружения площадью 45 тыс. м². Одновременно здесь работают до 270 человек.
Стартовый комплекс был построен и испытан к марту 2016 года. С него же 28 апреля 2016 года был произведён самый первый пуск с космодрома.
По состоянию на март 2019 года, комплекс 1С может быть использован для запусков автоматических аппаратов к МКС, имеющей наклон орбиты 51,63°, с помощью ракет «Союз-2.1а» и «Союз-2.1б».
Для падения отработанных ступеней отведены районы, расположенные в Хабаровском крае и Охотском море; также, в связи с появлением новой трассы для запусков ракет с космодрома в летне-осенний период, в Зейском районе Амурской области, в 25—30 км от ближайшего населённого пункта (с учётом требований безопасности) обозначен район для падения ступеней ракет-носителей.

## Технологическое оборудование
- стартовая система с поднятыми опорными фермами
- кабина обслуживания
- верхняя кабель-мачта
- кабель-заправочная мачта
- транспортно-установочный агрегат — для доставки ракеты «Союз-2» на стартовую систему
- комплект защитных устройств

Поставщиком оборудования является АО «Тяжмаш».
Доставка ракеты «Союз-2» на расстояние в 4,5 километра — от монтажно-испытательного корпуса (МИК) до стартовой площадки — производится с помощью транспортно-установочного агрегата, произведённого на заводе «Тяжмаш».
Мобильная башня обслуживания имеет высоту 52 м, вес 1600 т, состоит из семи ярусов и позволяет проводить все работы по подготовке к старту в сложных климатических условиях. 67 км кабелей обеспечивают работу всех систем старта.
Система крепления ракеты на стартовом столе необычная: ракета висит на верхнем силовом поясе, а не стоит как на Байконуре[прояснить].
В сентябре 2016 года Роскосмос сообщил, что стартовый комплекс для ракет-носителей «Союз-2» будет переведён на использование экологически безопасного ракетного топлива Нафтил (РГ-1) вместо керосина марки Т-1. Ещё одной причиной перевода комплекса на новое топливо стало истощение Анастасиевско-Троицкого месторождения в Краснодарском крае — единственного в России с необходимыми характеристиками для применения в ракетно-космической технике. Перевод комплекса с керосина на нафтил начался в октябре 2021 года. В марте 2022 года площадка 1С космодрома Восточный полностью была подготовлена к пускам «Союзов» на нафтиле. Для перехода на новое топливо специалисты слили и отправили на предприятия-поставщики весь керосин, продули ёмкости для хранения топлива азотом и воздухом, подсоединили к заправочной системе всё необходимое технологическое оборудование.

## Перечень пусков с площадки
| Количество пусков в год | Количество пусков в год | Количество пусков в год | Количество пусков в год | Количество пусков в год |
| ----------------------- | ----------------------- | ----------------------- | ----------------------- | ----------------------- |
| 2016                    |                         |                         | 1                       |                         |
| 2017                    |                         |                         | 1                       |                         |
| 2018                    |                         |                         | 2                       |                         |
| 2019                    |                         |                         | 1                       |                         |
| 2020                    |                         |                         | 1                       |                         |
| 2021                    |                         |                         | 5                       |                         |
| 2022                    |                         |                         | 1                       |                         |
| 2023                    |                         |                         | 3                       |                         |
| 2024                    |                         |                         | 3                       |                         |
| Всего                   |                         |                         | 18                      |                         |

| №                     | Дата, время запуска (МСК) | Ракета-носитель / Разгонный блок | Полезная нагрузка | Результат | Видео |          |          |          |
| 2016 год              | 2016 год                  | 2016 год                         | 2016 год | 2016 год | 2016 год | 2016 год | 2016 год | 2016 год |
| --------------------- | ------------------------- | -------------------------------- | --- | --- | --- | -------- | -------- | -------- |
| 1                     | 28.04.2016, 05:01:22      | Союз-2.1а / Волга                | «Ломоносов»(625 кг), «Аист-2Д» (531 кг), «СамСат-218» (1,4 кг). | Успех | Вывоз Архивная копия от 28 декабря 2017 на Wayback Machine Пуск Архивная копия от 29 декабря 2017 на Wayback Machine Пуск (с бортовых камер) Архивная копия от 26 февраля 2018 на Wayback Machine |          |          |          |
| 2017 год              |                           |                                  | | | |          |          |          |
| 2                     | 28.11.2017, 08:41:46      | Союз-2.1б / Фрегат               | Метеор-М № 2-1, Бауманец-2, LEO Vantage, AISSat-З, IDEA, SEAM, Landmapper-BC (2 шт.), LEMUR (10 шт.), D-Star One. | Из-за отказа разгонного блока полезная нагрузка потеряна. К нештатной ситуации привело непрогнозировавшееся поведение разгонного блока после его отделения от ракеты-носителя. Это выявило скрытую проблему в алгоритме, которая не проявлялась десятилетиями успешных пусков связки «Союз-Фрегат» | Вывоз Архивная копия от 9 октября 2017 на Wayback Machine Пуск Архивная копия от 1 февраля 2018 на Wayback Machine                                                                                |          |          |          |
| 2018 год              |                           |                                  | | | |          |          |          |
| 3                     | 01.02.2018, 05:07:18      | Союз-2.1а / Фрегат               | «Канопус-В» № 3, «Канопус-В» № 4, LEMUR 3U CubeSat (4 шт.), S-NET (4 шт.), D-Star One | Успех | Вывоз Архивная копия от 29 января 2018 на Wayback Machine Пуск Архивная копия от 1 февраля 2018 на Wayback Machine                                                                                |          |          |          |
| 4                     | 27.12.2018, 05:07:18      | Союз-2.1а / Фрегат               | «Канопус-В» № 5, «Канопус-В» № 6, GRUS, Flock 3K (12 шт. Dove «Кубсат»), ZACube-2, Lume-1, D-Star ONE (iSat, Sparrow), Lemur (8шт.), UWE-4 | Успех | Вывоз Архивная копия от 14 октября 2021 на Wayback Machine Пуск Архивная копия от 18 мая 2019 на Wayback Machine                                                                                  |          |          |          |
| 2019 год              |                           |                                  | | | |          |          |          |
| 5                     | 05.07.2019, 08:41:46      | Союз-2.1б / Фрегат               | «Метеор-М № 2-2», ICEYE-X № 4, 5, DoT-1, NSLSat-1, CarboNIX и др.. | Успех | Вывоз Архивная копия от 20 декабря 2019 на Wayback Machine Пуск Архивная копия от 8 января 2020 на Wayback Machine                                                                                |          |          |          |
| 2020 год              |                           |                                  | | | |          |          |          |
| 6                     | 18.12.2020, 12:26ː00      | Союз-2.1б / Фрегат               | OneWeb (36 спутников) | Успех | Пуск Архивная копия от 18 декабря 2020 на Wayback Machine Пуск Архивная копия от 22 января 2021 на Wayback Machine                                                                                |          |          |          |
| 2021 год              |                           |                                  | | | |          |          |          |
| 7                     | 25.03.2021, 05:47:33      | Союз-2.1б / Фрегат               | OneWeb (36 спутников) | Успех | Пуск Архивная копия от 10 сентября 2021 на Wayback Machine |          |          |          |
| 8                     | 26.04.2021, 01:14:08      | Союз-2.1б / Фрегат               | OneWeb (36 спутников) | Успех | Трансляция пуска Архивная копия от 26 апреля 2021 на Wayback Machine |          |          |          |
| 9                     | 28.05.2021, 20:38:39      | Союз-2.1б / Фрегат               | OneWeb (36 спутников) | Успех | Трансляция пуска Архивная копия от 28 мая 2021 на Wayback Machine |          |          |          |
| 10                    | 01.07.2021, 15:48:00      | Союз-2.1б / Фрегат               | OneWeb (36 спутников) | Успех | Трансляция пуска Архивная копия от 2 июля 2021 на Wayback Machine |          |          |          |
| 11                    | 14.10.2021, 12:40:10      | Союз-2.1б / Фрегат               | OneWeb (36 спутников) | Успех | Вывоз Архивная копия от 17 октября 2021 на Wayback Machine Трансляция пуска Архивная копия от 14 октября 2021 на Wayback Machine                                                                  |          |          |          |
| 2022 год              |                           |                                  | | | |          |          |          |
| 12                    | 22.10.2022, 22:57:09      | Союз-2.1б / Фрегат               | «Скиф-Д», 3 аппарата «Гонец-М» (№ 33, 34, 35) | Успех | Трансляция пуска |          |          |          |
| 2023 год              |                           |                                  | | | |          |          |          |
| 13                    | 27.05.2023, 21ː14ː00      | Союз-2.1а / Фрегат               | Кондор-ФКА № 1 | Успех | Трансляция пуска |          |          |          |
| 14                    | 27.06.2023, 11:34:49      | Союз-2.1б / Фрегат               | - Метеор-М № 2-3, - ReshUCube-2, - Авион Калуга 650, - СтратоСат ТК-1 (+6 пикосатов формата TinySat внутри), - Монитор-2, - Монитор-3, - Монитор-4, - Sirius-SINP-3U, - ArcCube-01, - Норби-2, - Ярило № 3, - Ярило № 4, - UTMN-2, - Нанозонд-1, - УмКА-1, - Святобор-1, - Импульс-1, - Хорс № 1, - Хорс № 2, - SamSat-ION, - САТУРН, - CSTP-1.1, - CSTP-1.2, - Политех-Юниверс-3, - SITRO-AIS-5, 6, 7, 8, 9, 10, 11, 12 (8 шт.), - SXC3-2217 Vizard-meteo, - SXC12−222 ZORKIY-2M, - SXC3-2220 KuzGTU-1, - CubeSX-HSE-3, - Ахмат-1, - PHI-DEMO, - BSUSat-2, - A-SEANSAT-PG1, - Рассвет-1 № 1, - Рассвет-1 № 2, - Рассвет-1 № 3 | Успех | Трансляция пуска |          |          |          |
| 15                    | 11.08.2023, 02:10:57      | Союз-2.1б / Фрегат               | Луна-25 | Успех | Трансляция пуска |          |          |          |
| 2024 год              |                           |                                  | | | |          |          |          |
| 16                    | 29.02.2024, 08:43:26      | Союз-2.1б / Фрегат               | Метеор-М, 16 аппаратов SITRO-AIS, 1 аппарат Зоркий-2М, 1 иранский спутник Парс-1 | Успех | Трансляция пуска |          |          |          |
| 17                    | 05.11.2024, 02:18:40      | Союз-2.1б / Фрегат               | - Ионосфера-М № 1, № 2 - Colibri-S, - Vizard-ion, - Горизонт, - TUSUR GO, - RTU MIREA1, - SIT-HSE, - ArcticSat-1, - ЮЗГУ-60, - Политех Юниверс-5, - SIT-2086, - Политех Юниверс-4, - HyperView-1G, - Нохчо, - Хорс № 3, № 4, - Альтаир, - Мордовия-IoT, - Рузаевка-390, - СамСат-Ионосфера, - МТУСИ-1, - Владивосток-1, - НОРБИ-3, - Hod Hod, - Kosar, - SITRO-AIS (24 шт.), - ZimSat-2, - CSTP-2.1, - CSTP-2.2, - CSTP-2.11, - Дружба АТУРК | Успех | Трансляция пуска |          |          |          |
| 18                    | 30.11.2024, 00:50:00      | Союз-2.1а / Фрегат               | Кондор-ФКА № 2 | Успех | Трансляция пуска |          |          |          |
| 2025 год              |                           |                                  | | | |          |          |          |
| 19                    | 25.07.2025, 08:54:04      | Союз-2.1б / Фрегат               | - Ионосфера-М № 3, № 4, - 239Alferov, - Геоскан-1, - Геоскан-2, - Геоскан-3, - Геоскан-4, - Геоскан-5, - Геоскан-6, - ИнноСат3, - ИнноСат16, - Nahid 2, - CSTP-4.1, - CSTP-4.2, - CSTP-4.3, - CSTP-4.4 | Успех | Трансляция пуска |          |          |          |
| Запланированные пуски |                           |                                  | | | |          |          |          |
| 20                    | 2025                      | Союз-2 / Фрегат                  | - Аист-2Т № 1, № 2 - Лобачевский, - Аист-СТ, | | |          |          |          |
| 21                    | 2025                      | Союз-2.1б / Фрегат               | Метеор-М № 2-5 | | |          |          |          |